# العلاقات المالديفية الناميبية
العلاقات المالديفية الناميبية هي العلاقات الثنائية التي تجمع بين المالديف وناميبيا.

## مقارنة بين البلدين
هذه مقارنة عامة ومرجعية للدولتين:
| وجه المقارنة                                              | المالديف       | ناميبيا      |
| --------------------------------------------------------- | -------------- | ------------ |
| المساحة (كم2)                                             | 298            | 825.62 ألف   |
| عدد السكان (نسمة)                                         | 436.33 ألف     | 2.53 مليون   |
| الكثافة السكانية (ن./كم²)                                 | 146.42 ألف     | 3.06         |
| العاصمة                                                   | ماليه          | ويندهوك      |
| اللغة الرسمية                                             | اللغة الديفهي  | لغة إنجليزية |
| العملة                                                    | روفيه مالديفية | دولار ناميبي |
| الناتج المحلي الإجمالي (بليون دولار)                      | 4.60 مليار     | 13.24 مليار  |
| الناتج المحلي الإجمالي (تعادل القوة الشرائية) بليون دولار | 5.23 مليار     | 25.60 مليار  |
| الناتج المحلي الإجمالي الاسمي للفرد دولار أمريكي          | 8.39 ألف       | 4.67 ألف     |
| الناتج المحلي الإجمالي للفرد دولار أمريكي                 | 12.53 ألف      | 9.96 ألف     |
| مؤشر التنمية البشرية                                      | 0.706          | 0.628        |
| رمز المكالمات الدولي                                      | +960           | +264         |
| رمز الإنترنت                                              | .mv            | .na          |
| المنطقة الزمنية                                           | ت ع م+05:00    | ت ع م+02:00  |

## منظمات دولية مشتركة
يشترك البلدان في عضوية مجموعة من المنظمات الدولية، منها:
| علم المنظمة | اسم المنظمة                        | تاريخ انضمام المالديف | تاريخ انضمام ناميبيا |
| ----------- | ---------------------------------- | --------------------- | -------------------- |
|             | وكالة ضمان الاستثمار متعدد الأطراف | 19 مايو 2005          | 25 سبتمبر 1990       |
|             | منظمة الشرطة الجنائية الدولية      | ?                     | ?                    |
|             | منظمة حظر الأسلحة الكيميائية       | ?                     | ?                    |
|             | منظمة التجارة العالمية             | ?                     | ?                    |
|             | الأمم المتحدة                      | 21 سبتمبر 1965        | 23 أبريل 1990        |
|             | دول الكومنولث                      | ?                     | ?                    |
|             | مؤسسة التمويل الدولية              | 2 فبراير 1983         | 25 سبتمبر 1990       |
|             | يونسكو                             | 18 يوليو 1980         | 2 نوفمبر 1978        |
|             | البنك الدولي للإنشاء والتعمير      | 13 يناير 1978         | 25 سبتمبر 1990       |
|             | الاتحاد البريدي العالمي            | ?                     | ?                    |
|             | الاتحاد الدولي للاتصالات           | 28 فبراير 1967        | 25 يناير 1984        |

## وصلات خارجية
- موقع وزارة الخارجية المالديفية